# Assise de Northampton
L’assise de Northampton, largement inspirée de l'assise de Clarendon de 1166, fait partie d'une série de mesures prises par le roi Henri II d'Angleterre pour consolider les droits des chevaliers locataires, en soumettant toute possession de terre à la loi royale et en apportant des garanties.  
On pense que l'assise a été adoptée lors d'un conseil tenu en janvier 1176 à Northampton, une ville située entre Londres et Birmingham, où le château de Northampton était, à cette époque, une résidence royale. 

## Clarendon étendu
L'assise confirme les délits qui doivent être présentés par le jury de présentation selon Clarendon et ajoute la falsification (falsoneria) et l'incendie criminel (iniqua combustio) à la liste. Elle définit également de nouvelles sanctions qui peuvent être prononcées, y compris la perte de la main droite du délinquant.

## Les lendemains de la révolte de 1173-1174
À la suite de la révolte de 1173-1174, l'assise comprend un serment de fidélité à la définition très large (article 6), ainsi que des dispositions concernant les châteaux (articles 8 et 11), insistant notamment sur le fait que « les juges veillent à ce que les châteaux qui ont été détruits soient complètement démolis ».

## Réformes administratives
Les assises sont liées à la réorganisation des justices itinérantes et contiennent des instructions pour six groupes de juges désignés pour parcourir le pays. Les baillis et les shérifs sont rendus responsables de leurs bénéfices et se voient confier le pouvoir de détenir les voleurs. L'article 7 traite de l'introduction de nouvelles dispositions, principalement le droit du roi de faire porter certaines affaires devant sa cour.  
L'assise de Northampton est également le premier document officiel à contenir des informations sur la question de la seisin et de la disseisin, anticipant les assises possessoires ultérieures de mort d'ancestor et de novel disseisin.

## Revenus
Les revenus de la Couronne ont augmenté de manière significative après les assises, reflétant l'impact des eyres judiciaires. Comme le dit G. M. Trevelyan, « les juges étaient tout aussi occupés à collecter les revenus du roi qu'à faire respecter la Paix du roi. C'étaient les deux faces d'une même opération. »